# Porsche 597
Der Porsche 597 Jagdwagen ist ein Geländewagen, den der Kraftfahrzeughersteller Porsche 1953 im Rahmen einer Ausschreibung für die zukünftige Bundeswehr entwarf, und das erste von Porsche selbst produzierte Serienfahrzeug mit Allradantrieb.

## Entwicklungsgeschichte
Am 19. Januar 1953 bat das „Amt Blank“, Dienststelle Koblenz (das spätere Bundesamt für Wehrtechnik und Beschaffung) unter der Leitung des Staatssekretärs Theodor Blank, dem späteren Verteidigungsminister, den Verband der deutschen Kraftfahrzeugindustrie, festzustellen, welche Firmen der Kraftfahrzeugindustrie interessiert und in der Lage wären, Fahrzeugtypen und Modelle zu entwickeln und ggf. zu einem späteren Zeitpunkt zu fertigen.
Aufgrund dieser Anfrage liefen in der Automobilindustrie diverse Projekte zur Entwicklung von Kraftfahrzeugen an. Öffentliche Mittel für diese Aufgaben standen anfänglich nicht zur Verfügung.
Unter anderem bestand der Wunsch, für militärische Zwecke in der kleinen Klasse (0,25 to) als Ersatz für die im Zweiten Weltkrieg verwendeten Motorräder mit Beiwagen (→ Wehrmachtsgespann) einen leichten, geländegängigen Kübelwagen zu verwenden. Als Erster bewarb sich die Auto Union GmbH aus Ingolstadt um das Projekt in dieser Nutzlastklasse, dicht gefolgt von dem Bremer Borgward-Konzern. Die Stuttgarter Porsche KG kam später als dritter Konkurrent hinzu.
Der Wagen wurde von einem luftgekühlten, im Fahrzeugheck eingebauten Vierzylinder-Boxermotor aus dem Porsche 356 angetrieben, zunächst von einer abgeänderten Version des 1,5-l- und später des 1,6-l-Motors.
Dieser Motor hatte eine Leistung von 37 kW (50 PS). Bei einem Fahrzeuggewicht von 990 Kilogramm wurde eine Höchstgeschwindigkeit von 100 km/h erreicht. Für die Kraftübertragung sorgte ein 5-Gang-Getriebe mit zuschaltbarem Vorderradantrieb. Das Fahrzeug hatte einen Radstand von 2.060 mm und eine Steigfähigkeit von bis zu 65 %. Vorder- und Hinterräder waren einzeln aufgehängt (vorne Kurbellenker-, hinten Pendelachse) und mit Drehstäben gefedert.
Erstmals wurde ein Prototyp dem Fachpublikum am 19. Januar 1955 anlässlich einer Vorführung der künftigen geländegängigen Radfahrzeuge in Bonn Hangelar präsentiert und konnte seine Fähigkeiten gegenüber den Geländewagenkonkurrenten DKW und Goliath zeigen. Er überzeugte jedoch nicht besonders.
Im Herbst 1955, nur 2 1⁄2 Jahre nach der ersten Anfrage aus Koblenz, wurde der Geländewagen zur Erprobung der Britischen Rheinarmee in Deutschland vorgeführt. Zu diesem Zeitpunkt war das elektrische Bordnetz bereits auf die künftige militärische Normspannung von 24 Volt ausgelegt und es war der 50 PS starke 1,6-Liter-Motor montiert.
Fünf synchronisierte Vorwärtsgänge, davon ein kurz übersetzter Geländegang, und der Rückwärtsgang wurden über einen Mittelschalthebel geschaltet. Die Hinterachse war mit einer vollautomatischen ZF-Differentialsperre ausgestattet. Rund 5800 Kilometer wurden zurückgelegt. Robustheit, Einfachheit und gute Wartungsmöglichkeiten wurden dem Muster attestiert. Enttäuschend waren die Federung, Motorprobleme im unteren und mittleren Drehzahlbereich und ein zu kleiner Innenraum mit wenigen Staumöglichkeiten. Der Heckmotor wurde unter dem Gesichtspunkt von Nutzraum, Lastenfähigkeit als äußerst negativ bewertet. Für den militärischen Betrieb wurde der Motor genauso als unzureichend angesehen wie der im Vorbau untergebrachte Benzintank (Minenschutz). Bei Erreichen der Spitzengeschwindigkeit waren die Lenkeigenschaften völlig unzureichend.
Anlässlich des Staatsbesuchs des brasilianischen Präsidenten Juscelino Kubitschek im Januar 1956 wurde ein Versuchsträger am 20. Januar 1956 im Gelände (Kennzeichen W 22 - 8068) bei den Mannesmann Werken in Oberhausen vorgeführt. Der Präsident hatte die Möglichkeit, eine Probefahrt im neuen Porsche vorzunehmen, nachdem er bereits tags zuvor im Auto-Union-Werk Düsseldorf eine Besichtigung des DKW Munga vorgenommen hatte.
Der Porsche-Geländewagen nahm ab 15. Januar 1956 am Truppen- und Erprobungsversuch in Andernach teil. Der Hersteller hatte sechs Fahrzeuge für die Lehrtruppe der Bundeswehr zur Verfügung gestellt. Die Erprobung brachte erhebliche Mängel zum Vorschein. So kam es unter anderem zu einem Riss am Aufbau, Anlasserdefekten, Achswellenbrüchen im Gelände, Ölverlusten, Scheibenwischerdefekten und einen Riss des Kupplungsseils. Weiterhin beanstandet wurden ein erheblich zu lauter Motor, eine zu kleine Windschutzscheibe, klappernde Sitze, der unzureichende Ein- und Ausstieg sowie der zu geringe Abstand der Pedale. Noch während der Erprobungsphase wurde die Vergaserbestückung optimiert. Die Abmaße der Erprobungsmuster betrugen: Länge 3620 mm, Breite 1610 mm und Höhe 1610 mm. Bei einem Wendekreis von rund zehn Metern und einer Bodenfreiheit von 250 mm ergab sich eine für die Anforderungen ausreichende Handhabung.
| Motordaten (ab 1955) | Motordaten (ab 1955)                    |
| -------------------- | --------------------------------------- |
| Hubraum              | 1582 cm³                                |
| Verdichtung          | 6,5 : 1                                 |
| Leistung             | 37 kW / 50 PS bei 4000 1/min            |
| Max. Drehmoment      | 105 Nm bei 2400/min                     |
| Vergaser             | Zenith Doppel-Fallstrom-Geländevergaser |

Die selbsttragende Karosserie des Wagens für den erst noch glatten Prototyp wurde vom Stuttgarter Karosseriewerk Reutter & Co. gefertigt. Die spätere mit Sicken stabilisierte Version kam von Karmann. Sie war in offener Bauweise mit einem Verdeck aus Stoff. Es gab keine Türen, sodass die Fahrzeuginsassen über den Fahrzeugrahmen herüber ein- und aussteigen mussten; erst spätere Versionen hatten steife Türen. Die Karosserie ist aufgrund ihrer Bauform schwimmfähig. Die Modelle ab 1957 weisen eine stärker abfallende Frontpartie auf.
Der Porsche 597 Jagdwagen wurde wie auch der Typ 31 des Mitbewerbers Goliath nie durch die Bundeswehr für den Großserieneinsatz geordert, da für den Porsche die Produktionskosten zu hoch waren und das Werk in der angesetzten Zeit nicht die geforderten Stückzahlen hätte liefern und die Ersatzteilversorgung nicht ausreichend gewährleisten können. In der gemeinsamen Sitzung des Verteidigungsausschusses und des Haushaltsausschusses im Mai 1956 wurde festgelegt, weitere Erprobungen der drei Fabrikate durchzuführen. Es wurden Aufträge an die Auto Union GmbH von 5.000 Einheiten und über je 50 Stück an die Fa. Porsche und Goliath vergeben.
Wie auch der Geländewagen des Mitbewerbers Goliath wurde der Typ 597 nur für Erprobungsversuche beschafft, während die Auto Union GmbH in der Entwicklungszeit ihr Modell bei ausländischen Streitkräften präsentierte und auch in den Nachbarländern Exportfahrzeuge anbot. Die Auto Union GmbH war erheblich agiler. Die Bundeswehr erhielt insgesamt 50 Einheiten von diesem Typ; mithin waren nach dem Andernacher Test noch 44 Fahrzeuge nachzuliefern.
Insgesamt wurden rund 100 Porsche 597 hergestellt. So wurden neben den 50 Bundeswehrfahrzeugen zwischen 1955 und 1958 auch 49 Fahrzeuge (Fahrgestellnummern ab 597-000101) für den zivilen Markt hergestellt. Das letzte Fahrzeug aus den Beständen der Bundeswehr wurde im Sommer 1972 aus der Truppe ausgemustert und am 26. Oktober 1972 verkauft.
Die Entwicklungskosten für das Fahrzeug betrugen rund 1,8 Millionen Mark. Im August 1959 gab es im Hause Porsche noch gedankliche Ansätze, eine weiterentwickelte 597-Variante mit verstärktem Plattformrahmen und einem verlängerten Radstand von 2.400 mm in fünf verschiedenen Karosserievarianten zu produzieren. Das Projekt wurde aber nicht weiterverfolgt.